# Ruta Estatal de Nevada 877
La Ruta Estatal de Nevada 877, y abreviada SR 877 (en inglés: Nevada State Route 877) es una carretera estatal estadounidense ubicada en el estado de Nevada. La carretera inicia en el Sur desde la SR 429  hacia el Norte en la SR 429 . La carretera tiene una longitud de 6,9 km (4.296 mi).

## Mantenimiento
Al igual que las autopistas interestatales, y las rutas federales y el resto de carreteras estatales, la Ruta Estatal de Nevada 877 es administrada y mantenida por el Departamento de Transporte de Nevada por sus siglas en inglés Nevada DOT.